# Manitoba Census Division No. 8
Die Census Division No. 8 in der kanadischen Provinz Manitoba gehört zur North Central Region. Sie hat eine Fläche von 5752,0 km² und 13.968 Einwohner (Stand: 2016). 2011 betrug die Einwohnerzahl 14.127.

## Census Subdivisions
Im Folgenden die "Census Subdivisions" („Zensus-Untergliederungen“) der Division No. 8 mit Stand vom Census 2016.
- Glenella-Lansdowne (Municipality)
- Norfolk-Treherne (Municipality)
- North Norfolk (Municipality)
- Sandy Bay 5 (Indian reserve)
- Victoria (Rural municipality)
- WestLake-Gladstone (Municipality)